# Ольшанка (Лебединский район)
Ольшанка (укр. Вільшанка) — село,
Рябушковский сельский совет,
Лебединский район,
Сумская область,
Украина.
Код КОАТУУ — 5922988208. Население по переписи 2001 года составляло 90 человек.

## Географическое положение
Село Ольшанка находится на левом берегу реки Ольшанка,
выше по течению на расстоянии в 1 км расположено село Куриловка,
ниже по течению на расстоянии в 0,5 км расположено село Рябушки.
Рядом проходят автомобильная дорога Т-1913 и
железная дорога, станция Рябушки в 2-х км.

## История
- Основано в первой половине 18 века.
- 1779 год — деревня Алешанского уезда, принадлежащая поручику Кондратьеву.
- 1779 — население 128 мужчин[2] (женщины не учитывались, так как не платили налогов).
- С 1780 входит в Лебединский уезд Харьковского наместничества, затем губернии.